# 中華人民共和国の在外公館の一覧

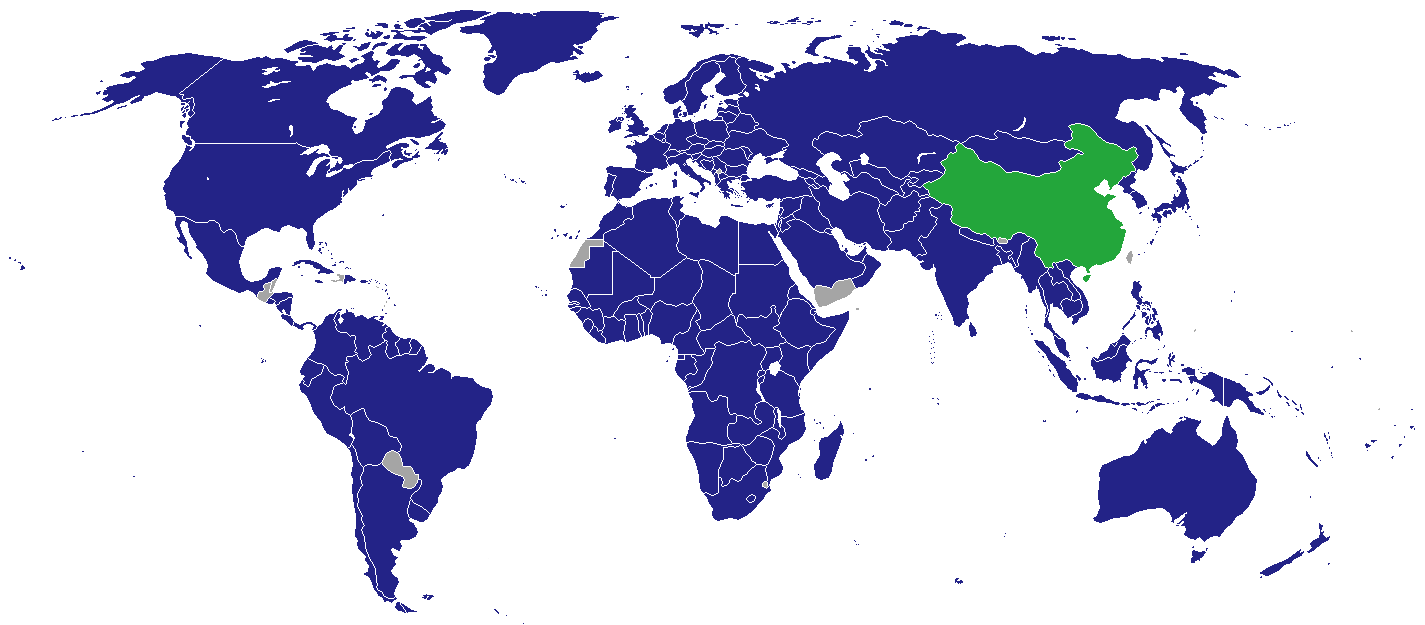
中華人民共和国の在外公館が設置されている国

中華人民共和国の在外公館の一覧（ちゅうかじんみんきょうわこくのざいがいこうかんのいちらん）では、中華人民共和国の在外公館（大使館、総領事館等）を記す。

## 概説
建国以来70年以上にわたって、一つの中国問題をめぐり、中華民国政府と国家承認獲得の争いを続けている。1970年代以降、徐々に中華人民共和国を承認する国家が増え、21世紀に入ってからは圧倒的多数の国家と外交関係を持ち、世界各地に在外公館を置いている。2019年には、それまで長らく在外公館数世界一の座を保っていたアメリカ合衆国を抜いて、中華人民共和国の在外公館数が世界一となった。

## アジア
| - インド - 在インド大使館 (ニューデリー) - 在コルカタ総領事館 (コルカタ) - 在ムンバイ総領事館 (ムンバイ) - インドネシア - 在インドネシア大使館 (ジャカルタ) - 在スラバヤ総領事館 (スラバヤ) - 在メダン総領事館 (メダン) - 在デンパサール総領事館 (デンパサール) - カンボジア - 在カンボジア大使館 (プノンペン) - シンガポール - 在シンガポール大使館 (シンガポール) - スリランカ - 在スリランカ大使館 (コロンボ) - タイ - 在タイ大使館 (バンコク) - 在チェンマイ総領事館 (チェンマイ) - 在ソンクラー総領事館 (ソンクラー) - 在コンケン総領事館 (コンケン) - 在プーケット領事事務所 (プーケット) - 韓国 - 在大韓民国大使館 (ソウル) - 在釜山総領事館 (釜山) - 在光州総領事館 (光州) - 在済州総領事館 (済州) - 北朝鮮 - 在朝鮮民主主義人民共和国大使館 (平壌) - 在清津総領事館 (清津) - 日本 - 在日本国大使館 (東京) - 在札幌総領事館 (札幌) - 在名古屋総領事館 (名古屋) - 在大阪総領事館 (大阪) - 在福岡総領事館 (福岡) - 在長崎総領事館 (長崎) - 在新潟総領事館 (新潟) | - ネパール - 在ネパール大使館 (カトマンドゥ) - パキスタン - 在パキスタン大使館 (イスラマバード) - 在カラチ総領事館 (カラチ) - 在ラホール総領事館 (ラホール) - バングラデシュ - 在バングラデシュ大使館 (ダッカ) - 東ティモール - 在東ティモール大使館 (ディリ) - フィリピン - 在フィリピン大使館 (マニラ) - 在セブ総領事館 (セブ) - 在ラオアグ領事館 (ラオアグ) - ブルネイ - 在ブルネイ大使館 (バンダルスリブガワン) - ベトナム - 在ベトナム大使館 (ハノイ) - 在ホーチミン総領事館 (ホーチミン市) - 在ダナン総領事館 (ダナン) - マレーシア - 在マレーシア大使館 (クアラルンプール) - 在クチン総領事館 (クチン) - 在コタキナバル総領事館 (コタキナバル) - 在ペナン総領事館 (ペナン) - ミャンマー - 在ミャンマー大使館 (ヤンゴン) - 在マンダレー総領事館 (マンダレー) - モルディブ - 在モルディブ大使館 (マレ) - モンゴル - 在モンゴル大使館 (ウランバートル) - 在ザミンウード総領事館 (ザミンウード) - ラオス - 在ラオス大使館 (ヴィエンチャン) - 在ルアンパバーン総領事館 (ルアンパバーン) |

## 北米
| - アメリカ合衆国 - 在アメリカ合衆国大使館 (ワシントンD.C.) - 在サンフランシスコ総領事館 (サンフランシスコ) - 在シカゴ総領事館 (シカゴ) - 在ニューヨーク総領事館 (ニューヨーク) - 在ロサンゼルス総領事館 (ロサンゼルス) | - カナダ - 在カナダ大使館 (オタワ) - 在バンクーバー総領事館 (バンクーバー) - 在カルガリー総領事館 (カルガリー) - 在トロント総領事館 (トロント) - 在モントリオール総領事館 (モントリオール) |

## 中南米
| - アルゼンチン - 在アルゼンチン大使館 (ブエノスアイレス) - アンティグア・バーブーダ - 在アンティグア・バーブーダ大使館 (セントジョンズ) - ウルグアイ - 在ウルグアイ大使館 (モンテビデオ) - エクアドル - 在エクアドル大使館 (キト) - 在グアヤキル総領事館 (グアヤキル) - エルサルバドル - 在エルサルバドル大使館 (サンサルバドル) - ガイアナ - 在ガイアナ大使館 (ジョージタウン) - キューバ - 在キューバ大使館 (ハバナ) - グレナダ - 在グレナダ大使館 (セントジョージズ) - コスタリカ - 在コスタリカ使館 (サンホセ) - コロンビア - 在コロンビア大使館 (ボゴタ) - 在バランキヤ領事館 (バランキヤ) - ジャマイカ - 在ジャマイカ大使館 (キングストン) - スリナム - 在スリナム大使館 (パラマリボ) | - チリ - 在チリ大使館 (サンティアゴ・デ・チレ) - 在イキケ総領事館 (イキケ) - ドミニカ国 - 在ドミニカ大使館 (ロゾー) - トリニダード・トバゴ - 在トリニダード・トバゴ大使館 (ポート・オブ・スペイン) - ニカラグア - 在ニカラグア大使館 (マナグア) - パナマ - 在パナマ大使館 (パナマシティ) - バハマ - 在バハマ大使館 (ナッソー) - バルバドス - 在バルバドス大使館 (ブリッジタウン) - ブラジル - 在ブラジル大使館 (ブラジリア) - 在サンパウロ総領事館 (サンパウロ) - 在レシフェ総領事館 (レシフェ) - 在リオデジャネイロ総領事館 (リオデジャネイロ) - ベネズエラ - 在ベネズエラ大使館 (カラカス) - ペルー - 在ペルー大使館 (リマ) - ボリビア - 在ボリビア大使館 (ラパス) - 在サンタクルス領事館 (サンタクルス) - ホンジュラス - 在ホンジュラス大使館 (テグシガルパ) - メキシコ - 在メキシコ大使館 (メキシコシティ) - 在ティフアナ総領事館 (ティフアナ) |

## ヨーロッパ
| - アイスランド - 在アイスランド大使館 (レイキャビク) - アイルランド - 在アイルランド大使館 (ダブリン) - アゼルバイジャン - 在アゼルバイジャン大使館 (バクー) - アルバニア - 在アルバニア大使館 (ティラナ) - アルメニア - 在アルメニア大使館 (エレバン) - イタリア - 在イタリア大使館 (ローマ) - 在ミラノ総領事館 (ミラノ) - 在フィレンツェ総領事館 (フィレンツェ) - ウクライナ - 在ウクライナ大使館 (キエフ) - 在オデッサ総領事館 (オデッサ) - ウズベキスタン - 在ウズベキスタン大使館 (タシケント) - イギリス - 在イギリス大使館 (ロンドン) - 在エジンバラ総領事館 (エジンバラ) - 在ベルファスト総領事館 (ベルファスト) - 在マンチェスター総領事館 (マンチェスター) - エストニア - 在エストニア大使館 (タリン) - オーストリア - 在オーストリア大使館 (ウィーン) - オランダ - 在オランダ大使館 (ハーグ) - 在ウィレムスタット総領事館 (ウィレムスタット) - カザフスタン - 在カザフスタン大使館 (アスタナ) - 在アルマトイ総領事館 (アルマトイ) - ギリシャ - 在ギリシャ大使館 (アテネ) - キルギス - 在キルギス大使館 (ビシュケク) - 在オシ総領事館 (オシ) - ジョージア - 在ジョージア大使館 (トビリシ) - クロアチア - 在クロアチア大使館 (ザグレブ) - スイス - 在スイス大使館 (ベルン) - 在チューリッヒ総領事館 (チューリッヒ) - スウェーデン - 在スウェーデン大使館 (ストックホルム) - 在ヨーテボリ総領事館 (ヨーテボリ) - スペイン - 在スペイン大使館 (マドリッド) - 在バルセロナ総領事館 (バルセロナ) - スロバキア - 在スロバキア大使館 (ブラチスラバ) - スロベニア - 在スロベニア大使館 (リュブリャナ) - セルビア - 在セルビア大使館 (ベオグラード) - タジキスタン - 在タジキスタン大使館 (ドゥシャンベ) - チェコ - 在チェコ大使館 (プラハ) | - デンマーク - 在デンマーク大使館 (コペンハーゲン) - ドイツ - 在ドイツ大使館 (ベルリン) - 在デュッセルドルフ総領事館 (デュッセルドルフ) - 在ハンブルク総領事館 (ハンブルク) - 在フランクフルト総領事館 (フランクフルト) - 在ミュンヘン総領事館 (ミュンヘン) - トルクメニスタン - 在トルクメニスタン大使館 (アシガバート) - ノルウェー - 在ノルウェー大使館 (オスロ) - ハンガリー - 在ハンガリー大使館 (ブダペスト) - フィンランド - 在フィンランド大使館 (ヘルシンキ) - フランス - 在フランス大使館 (パリ) - 在ストラスブール総領事館 (ストラスブール) - 在マルセイユ総領事館 (マルセイユ) - 在サン＝ドニ総領事館 (サン＝ドニ) - 在リヨン総領事館 (リヨン) - 在パペーテ領事館 (パペーテ) - ブルガリア - 在ブルガリア大使館 (ソフィア) - ベラルーシ - 在ベラルーシ大使館 (ミンスク) - ベルギー - 在ベルギー大使館 (ブリュッセル) - ポーランド - 在ポーランド大使館 (ワルシャワ) - 在グダニスク総領事館 (グダニスク) - ボスニア・ヘルツェゴビナ - 在ボスニア・ヘルツェゴビナ大使館 (サラエボ) - ポルトガル - 在ポルトガル大使館 (リスボン) - 北マケドニア - 在マケドニア大使館 (スコピエ) - マルタ - 在マルタ大使館 (バレッタ) - モルドバ - 在モルドバ大使館 (キシナウ) - モンテネグロ - 在モンテネグロ大使館 (ポドゴリツァ) - ラトビア - 在ラトビア大使館 (リガ) - リトアニア - 在リトアニア代表処 (ヴィリニュス) - ルーマニア - 在ルーマニア大使館 (ブカレスト) - 在コンスタンツァ総領事館 (コンスタンツァ) - ルクセンブルク - 在ルクセンブルク大使館 (ルクセンブルク市) - ロシア - 在ロシア大使館 (モスクワ) - 在イルクーツク総領事館 (イルクーツク) - 在カザン総領事館 (カザン) - 在ハバロフスク総領事館 (ハバロフスク) - 在サンクトペテルブルク総領事館 (サンクトペテルブルク) - 在エカテリンブルク総領事館 (エカテリンブルク) - 在ハバロフスク総領事館ウラジオストク出張駐在官事務所 (ウラジオストク) |

## 中東
| - アフガニスタン - 在アフガニスタン大使館 (カーブル) - アラブ首長国連邦 - 在アラブ首長国連邦大使館 (アブダビ) - 在ドバイ総領事館 (ドバイ) - イエメン - 在イエメン大使館 (サナア) - 在アデン総領事館 (アデン) - イスラエル - 在イスラエル大使館 (テルアビブ) - イラク - 在イラク大使館 (バグダード) - 在アルビール総領事館 (アルビール) - イラン - 在イラン大使館 (テヘラン) - オマーン - 在オマーン大使館 (マスカット) - カタール - 在カタール大使館 (ドーハ) - キプロス - 在キプロス大使館（ニコシア） | - クウェート - 在クウェート大使館 (クウェート市) - サウジアラビア - 在サウジアラビア大使館 (リヤド) - 在ジッダ総領事館 (ジッダ) - シリア - 在シリア大使館 (ダマスカス) - トルコ - 在トルコ大使館 (アンカラ) - 在イスタンブール総領事館 (イスタンブール) - 在イズミル総領事館 (イズミル) - バーレーン - 在バーレーン大使館 (マナーマ) - パレスチナ - 在パレスチナ代表事務所 (ラマッラ) - ヨルダン - 在ヨルダン大使館 (アンマン) - レバノン - 在レバノン大使館 (ベイルート) |

## アフリカ
| - アルジェリア - 在アルジェリア大使館 (アルジェ) - アンゴラ - 在アンゴラ大使館 (ルアンダ) - ウガンダ - 在ウガンダ大使館 (カンパラ) - エジプト - 在エジプト大使館 (カイロ) - 在アレクサンドリア総領事館 (アレクサンドリア) - 在アレクサンドリア総領事館ポートサイド出張駐在官事務所 (ポートサイド) - エチオピア - 在エチオピア大使館 (アディスアベバ) - エリトリア - 在エリトリア大使館 (アスマラ) - ガーナ - 在ガーナ大使館 (アクラ) - カーボベルデ - 在カーボベルデ大使館 (プライア) - ガボン - 在ガボン大使館 (リーブルヴィル) - カメルーン - 在カメルーン大使館 (ヤウンデ) - 在ドゥアラ総領事館 (ドゥアラ) - ギニア - 在ギニア大使館 (コナクリ) - ギニアビサウ - 在ギニアビサウ大使館 (ビサウ) - ケニア - 在ケニア大使館 (ナイロビ) - コートジボワール - 在コートジボワール大使館 (アビジャン) - コモロ - 在コモロ大使館 (モロニ) - コンゴ共和国 - 在コンゴ共和国大使館 (ブラザヴィル) - コンゴ民主共和国 - 在コンゴ民主共和国大使館 (キンシャサ) - ザンビア - 在ザンビア大使館 (ルサカ) - シエラレオネ - 在シエラレオネ大使館 (フリータウン) - ジブチ - 在ジブチ大使館 (ジブチ市) - ジンバブエ - 在ジンバブエ大使館 (ハラレ) - スーダン - 在スーダン大使館 (ハルツーム) - セーシェル - 在セーシェル大使館 (ヴィクトリア) - 赤道ギニア - 在赤道ギニア大使館 (マラボ) - 在バタ総領事館 (バタ) - セネガル - 在セネガル大使館 (ダカール) - ソマリア - 在ソマリア大使館 (モガディシュ) | - タンザニア - 在タンザニア大使館 (ダルエスサラーム) - 在ザンジバル総領事館 (ザンジバル) - チャド - 在チャド大使館 (ンジャメナ) - 中央アフリカ - 在中央アフリカ大使館 (バンギ) - チュニジア - 在チュニジア大使館 (チュニス) - トーゴ - 在トーゴ大使館 (ロメ) - ナイジェリア - 在ナイジェリア大使館 (アブジャ) - 在ラゴス総領事館 (ラゴス) - ナミビア - 在ナミビア大使館 (ウィントフック) - ニジェール - 在ニジェール大使館 (ニアメ) - ブルキナファソ - 在ブルキナファソ大使館 (ワガドゥグー) - ブルンジ - 在ブルンジ大使館 (ブジュンブラ) - ベナン - 在ベナン大使館 (コトヌー) - ボツワナ - 在ボツワナ大使館 (ハボローネ) - マダガスカル - 在マダガスカル大使館 (アンタナナリボ) - 在トアマシナ総領事館 (トアマシナ) - マラウイ - 在マラウィ大使館 (リロングウェ) - マリ - 在マリ大使館 (バマコ) - 南アフリカ共和国 - 在南アフリカ共和国大使館 (プレトリア) - 在ケープタウン総領事館 (ケープタウン) - 在ダーバン総領事館 (ダーバン) - 在ヨハネスブルグ総領事館 (ヨハネスブルグ) - 南スーダン - 在南スーダン大使館 (ジュバ) - モーリシャス - 在モーリシャス大使館 (ポートルイス) - モーリタニア - 在モーリタニア大使館 (ヌアクショット) - モザンビーク - 在モザンビーク大使館 (マプト) - モロッコ - 在モロッコ大使館 (ラバト) - リビア - 在リビア大使館 (トリポリ) - リベリア - 在リベリア大使館 (モンロビア) - ルワンダ - 在ルワンダ大使館 (キガリ) - レソト - 在レソト大使館 (マセル) |

## 大洋州
| - オーストラリア - 在オーストラリア大使館 (キャンベラ) - 在アデレード総領事館 (アデレード) - 在シドニー総領事館 (シドニー) - 在パース総領事館 (パース) - 在ブリスベン総領事館 (ブリスベン) - 在メルボルン総領事館 (メルボルン) - キリバス - 在キリバス大使館 (タラワ) - サモア - 在サモア大使館 (アピア) - ソロモン諸島 - 在ソロモン諸島大使館 (ホニアラ) - トンガ - 在トンガ大使館 (ヌクアロファ) | - ナウル - 在ナウル大使館 - ニュージーランド - 在ニュージーランド大使館 (ウェリントン) - 在オークランド総領事館 (オークランド) - 在クライストチャーチ総領事館 (クライストチャーチ) - バヌアツ - 在バヌアツ大使館 (ポートビラ) - パプアニューギニア - 在パプアニューギニア大使館 (ポートモレスビー) - フィジー - 在フィジー大使館 (スバ) - ミクロネシア連邦 - 在ミクロネシア大使館 (ポンペイ) |

## 国際機関代表部
| - アジア太平洋経済社会委員会中国政府代表部（バンコク） - 欧州連合中国政府代表部 (ブリュッセル) - ジュネーブ国際機関中国政府代表部 (ジュネーヴ) - 国際海底機構中国政府代表部 (キングストン) | - 国際連合中国政府代表部 (ニューヨーク) - 化学兵器禁止機関中国政府代表部 (デン・ハーグ) - ウィーン国際機関中国政府代表部 (ウィーン) |